# Ваххабизм
Ваххаби́зм (араб. الوهابية‎, аль-ваххабийя) — салафийское религиозно-политическое течение в исламе, основанное Мухаммадом ибн Абд аль-Ваххабом ат-Тамими (последователем Ибн Таймии (1263—1328)) и сформировавшееся в XVIII веке. Религиозная сущность ваххабизма заключается в очищении ислама от влияний домусульманских, языческих форм верований, культурных, этнических или каких-то других особенностей тех или иных мусульманских народов.
Мухаммад ибн Абд аль-Ваххаб полагал, что настоящий ислам практиковался только первыми тремя поколениями последователей пророка Мухаммеда («ас-саляф ас-салих»), и протестовал против всех последующих новшеств (бида), считая их привнесённой извне ересью.
C точки зрения некоторых этнографов и религиоведов, ваххабизм — сравнительно новое течение, вызванное обострением социально-экономических и политических условий между частью бедуинского населения, а также части религиозных деятелей, выразившееся как протест против богатства городских жителей. Также движение сыграло значительную роль в освободительной войне против Османской империи.
В XVIII веке эмир города Эд-Диръия Мухаммад ибн Сауд ибн Мухаммад ибн Мукрин аль-Мурайди принял идеологию движения в качестве государственной, в результате чего Дирийский эмират, бывший небольшим государством, за короткое время стал обладать почти всей территорией Аравийского полуострова. Преемником Дирийского эмирата является сегодняшняя Саудовская Аравия.

## Терминология
Школа получила название от имени основателя — Мухаммада ибн Абд аль-Ваххаба ибн Сулеймана аль-Мушаррафи ат-Тамими (араб. محمد بن عبد الوهاب بن سليمان آل مشرف التميمي‎).
Сами представители данного движения не называют себя «ваххабитами», указывая, что являются салафитами, то есть приверженцами салафии (араб. سلفية‎ от араб. سلف‎ — «предки, предшественники»). При этом они считают своё движение исключительно религиозным, а не политическим.
Пишет Мухаммад Джамиль Зину:

Что означает термин «ваххабит»?
Обычно люди употребляют слово «ваххабит» против каждого, кто противоречит их обычаям, убеждениям и религиозным нововведениям, даже если эти убеждения являются порочными, противоречат Благородному Корану и достоверным хадисам. Особенно употребляется против призыва к единобожию и взыванию только к Аллаху, и никому более.
Оригинальный текст (ар.)ما معنى وهابي؟

اعتـــاد الناس أن يُطلقوا كلمة وهابي على كل من يخالف عاداتهم ومعتقداتهم وبدعهم،ولو كانت هذه المعتقدات فاسدة،تخالف القرآن الكريم،والأحــاديث الصحيحة؛ولا سيمـا الدعوة إلى التوحيد ودعــاء الله وحده دون سواه.
— Мухаммад Джамиль Зину. دعوة الشيخ محمد بن عبدالوهاب بين المعارضين والمنصفين والمؤيدين.

## История ваххабитского движения

### Аравия накануне возникновения учения
Историк Алексей Михайлович Васильев считает, что вопрос о возникновении ваххабизма следует искать в изучении аравийского общества. Важным было замедленное развитие, что было обусловлено узостью производственной базы, неблагоприятные условия для ведения сельскохозяйственных работ: с одной стороны такие явления как засуха, с другой проливные дожди, когда мощные сели уносили верхний слой вместе с посевами.
Также следует упомянуть отсутствие централизации ирригационного хозяйства, ввиду отсутствия общего земледелия (разобщённость оазисов).

#### Кочевое и полукочевое скотоводство в Аравии
Поскольку ваххабитское движение получило огромное развитие среди бедуинов, то рассмотрение их исторического развития является одним из наиболее важных. Так, С. А. Токарев писал: 
Среди бедуинов Аравии в XVIII в. возникло течение ваххабитов (последователей Мухаммеда ибн Абдель Ваххаба), в котором отразился стихийный протест кочевников против богатства и роскоши городских купцов и богачей.
А. М. Васильев указывает на два типа людей, ведущих кочевое и полукочевое хозяйство:
- Кочевники-верблюдоводы
- Полукочевники-овцеводы (полукочевники из-за ограниченности перехода по безводной местности)[9][Комм. 2]

#### Социальное расслоение арабов Аравийского полуострова
По свидетельствам источников XVIII века наиболее низкими показатели по благосостоянию были у кочевников, впрочем, положение оседлых земледельцев было не многим лучше. Распространённым явлением стал захват частью знати водных и других источников, распространились ростовщичество и налоговый гнёт. Несмотря на то, что ряд исследователей считали аравийское общество феодальным, во многом это положение вызывает сомнения.

#### Прибавочный продукт
В современной этнографии сложилось понимание, озвученное Н. Н. Крадиным и его предшественниками. Прибавочный продукт у кочевых народов — как часть материального продукта (зерна, дерева и др.), добывающийся с помощью захвата населения в плен, с целью создания земледельческих оазисов, захвата оседлых цивилизаций, либо через лиц, которые по той или иной причине переходили добровольно. Важным было собирание дани с подконтрольных крестьян и ремесленников, а также купцов. Зачастую, именно этим фактором поясняется будущая дезинтеграция аравийского общества. Ведь часть бедуинских племён брала дань с оседлых племён, но с упадком торговли и власти Османской империи доходы шейхов стали падать.
Таким образом, к XVIII веку на территории Аравийского полуострова не сложилось единого экономического пространства. Резко встал вопрос с одной стороны о разрешении данной ситуации, с другой — Аравия предоставилась сама себе, так как фактически Османская империя и Португалия не решали уже вопросы данного региона.

#### Обострение социально-политических вопросов. Междоусобицы
Из-за невозможности создания единого централизованного государства, уже во времена заката могущества Османской империи (конец XVII века), на Аравийском полуострове всё большую роль начинают играть шерифы — клановые правители той или иной местности, фактически номинально зависящие от турецкой власти (только в Мекке было несколько шерифских семей, которые соперничали за власть над городом). Противостояние между рядом регионов Центральной Аравии обострилось. В результате выделяются следующие города, ставшие центрами, претендовавшими на господство на полуострове: Уяйна, Эд-Диръия, Эр-Рияд. Ситуация стабилизировалась лишь в период правления эмира Сауда ибн Мухаммада, но снова обострилась после его смерти.
Фактически, к концу XVII — началу XVIII века центральная часть Аравийского полуострова оказалась раздробленной, с непрекращающимися кровопролитными междоусобными войнами. Идеей соединения государства становится с одной стороны уменьшение поборов, власти шерифов и эмиров, а также защита от кочевников; с другой — мощная идеологическая основа, способная сплотить разрозненное общество. Ей и становится ваххабизм.

### Становление учения ваххабизма
На момент возникновения ваххабитского движения на территории Аравии было множество мусульманских школ и течений, а также иудеи и христиане. На северо-восточных и восточных землях был распространён шиизм. Но одним из основных направлений (особенно в Неджде) была ханбалитская школа. Как отмечают многие исследователи, среди бедуинов ислам был не особо распространён. Швейцарский путешественник Буркхардт И. Л. писал также, что в пяти часах от Мекки есть могилы святых:

В пяти часах от Мекки мы миновали развалины строения, именуемого Эль-Маймуния, где располагалась усыпальница святого, купол которой разможжён ваххабитами. Рядом с ней располагался родник с пресной водой, и небольшое озерцо или водоём, выложенный камнем: немногочисленные зданьица вблизи усыпальницы служили своего рода караван-сараем. В первые шесть часов после Мекки наш путь лежал на северо-запад, когда мы свернули в сторону крутого холма, который караваны не могли пересечь, и направились на северо-северо-запад к Вади Фатме, которых мы достигли к концу восьмого часа после Мекки, только при первых проблесках рассвета.
Оригинальный текст (англ.)At five hours from Mekka, we passed a ruined building called El Meymounye, with the tomb of a saint, the dome of which was demolished by the Wahabys. Near it is a well of sweet water, and a small birket, or reservoir, built of stone: a little building annexed to the tomb serves as a sort of khan for travellers. For the first six hours from Mekka our road lay N.W., when we turned a steep hill, which caravans cannot cross, and proceeded N.N.W. to Wady Fatme, which we reached at the end of eight hours from Mekka, just at the first appearance of dawn.
Именно в данный период рождается Мухаммад ибн Абд аль-Ваххаб. О ранней жизни основателя ваххабизма известно сравнительно немного. Известно, что он родился в Уяйне в 1703 году, в семье ханбалитского кади Абд-аль-Ваххаба. Рано женился (в 12 лет), после чего совершает паломничество в Мекку, а позже некоторое время проводит в Медине и Басре. Путешествия заканчиваются переселением будущего основателя течения в Хураймалу, куда бежит позже и его отец, попав в немилость к новому эмиру города Уяйне. Здесь Мухаммад начинает активно проповедовать свои идеи, а также пишет своё теологическое сочинение Книга единобожия (араб. كتاب التوحيد‎), в которой отразились взгляды вероучителя, сложившиеся после изучения суннитских и несуннитских концепций, а также отразились проблемы социально-экономического и политического характера современной ему теологии Аравии.
В 1744 году Мухаммадом ибн Абд аль-Ваххабом и эмиром Эд-Диръии Мухаммадом ибн Саудом было создано ваххабитское государство — Дирийский эмират.

## Догматы учения
Ваххабиты считают запретным паломничество к могилам святых, которое они рассматривают как поклонение мёртвым; совершение неверного, с их точки зрения, тавассуля; считают макрухом (нежелательным и порицаемым) отмечать день рождения пророка Мухаммада.
Однако сами ваххабиты заявляют о неверном толковании своего учения и оспаривают заявления о своей нетерпимости и призывах к убийству любого «неверного и лицемера», приводя в качестве оправдания слова Мухаммад ибн Абд аль-Ваххаба из послания к Абд ар-Рахману ас-Сувейди:

И ополчились против нас с воинством шайтана, распространяя клевету, которую человек мыслящий постыдился бы пересказывать, не говоря уже о том, чтобы измыслить (в том числе и то, о чём вы упоминали), будто бы я объявляю всех людей неверными, кроме тех, кто последовал за мной. И будто бы я утверждаю, что ваши бракосочетания — недействительны. Удивительно, как подобное могло прийти на ум человеку мыслящему? Чьи это слова — мусульманина или неверного? Человека здравомыслящего или безумца?— Собрание сочинений Шейха, 36\5

В послании шерифу Мекки, отвечая на его вопрос относительно объявления мусульман неверными, Мухаммад Ибн Абд аль-Ваххаб писал:
Ложью и клеветой, посредством которой людей отвращают от религии Аллаха и Его Посланника, являются россказни о том, что мы будто бы огульно объявляем людей неверными и предлагаем переселяться к нам тех, кто доказал свою веру; что будто бы объявляем неверными того, кто сам никого ещё не обвинил в неверии и кто никого не убил(!), и так далее, и тому подобное.— Собрание сочинений Шейха, 11\3
Любое политическое разделение уммы (исламской нации) или гражданская война рассматриваются ваххабитами как фитна (раскольничество, нарушение исламского единства). По словам Ибн Абд аль-Ваххаба, самая первая фитна произошла во время Халифата Али, когда его покинули хариджиты. Несмотря на это, приверженцы ваххабизма несколько раз в истории участвовали в вооружённых конфликтах и поднимали восстания против других мусульман.
Основные принципы:
1. Строгое соблюдение принципа таухида;
2. Отрицание новшеств в религии (бида)[18]; разделение понятия новшества на языковое и религиозное
3. Критика всеобщего таклида[18] — слепого следования какому-либо одному мазхабу (школе исламской правовой мысли).
4. Признание понимания (в представлении последователей ваххабизма) саляфов («праведных предков») как единственно правильного в толковании атрибутов и имён Аллаха. Например, отрицание иносказания в таких атрибутах как «йад» (рука), что трактуется ашаритами, как непозволительный антропоморфизм.
5. Включение куфра в веру, то есть вера в то, что куфр человека способен вывести его из религии. Этот принцип позволяет обвинять мусульман, не разделяющих идеологию ваххабитов, в отступничестве, что лишает защиты их имущество и жизнь.

### Очищение ислама
Главный догмат ваххабизма — вера в безусловно единого Бога (таухид). Своей основной задачей ваххабиты считают борьбу за очищение ислама от различных чуждых, с их точки зрения, ему примесей, основанных на культурных, этнических или каких-то других особенностях тех или иных мусульманских народов.
Ваххабиты отвергают различные, с их точки зрения, нововведения (бида), не дозволенные исламом. Салафиты отрицают возможность «посредничества» между Аллахом и человеком. Отрицают суфизм, который в Российской Федерации получил распространение на Северном Кавказе, где закрепились несколько суфийских тарикатов.

## Критика ваххабизма в исламском мире
Отношение мусульман к Ибн Абд аль-Ваххабу и его движению было неоднозначным. По мнению алжирского богослова Абу Раса ан-Насири (1751—1823), догматика ваххабитов «вполне правоверна». Басрийский летописец Усман ибн Санад называл последователей Ибн Абд аль-Ваххаба «ханбалитами прежних дней». По мнению Л. Корансеза, ваххабизм — это ислам в своей первоначальной чистоте. Арабские исследователи Мухаммад Хамид аль-Факи и хафиз Вахба аз-Зухайли считают, что Ибн Абд аль-Ваххаб не был основателем нового учения; «ваххабизм не дал религии ничего нового», утверждает хафиз Вахба. Влиятельный египетский писатель и историк Таха Хусейн описывал это движение как «мощный призыв к истинному исламу, очищенному от многобожия и идолопоклонничества».
В европейской и арабской литературе ваххабитов называют «пуританами и протестантами ислама». Это определение первым употребил Л. Корансез, а затем И. Буркхардт.
В 1998 году, как часть кампании по уничтожению идолов, саудовские власти распорядились сровнять с землёй и залить бензином могилу матери пророка Мухаммеда — Амины бинт Вахб, что привело к волне протестов и резкого осуждения среди мусульман во всём мире. Согласно словам самого пророка Мухаммада, Аллах не разрешил ему просить прощения за свою мать (то есть она была кафиром), а почитают её только шииты-двунадесятники. По словам комментатора Сунана Абу Давуда аль-Азима Абади, этот запрет связан с тем, что она была неверующей, а за неверующих прощения просить нельзя.
В наши дни некоторые исламские лидеры, например, Высший исламский совет США и глава итальянских мусульман Абдул Хади Палацци, заявляют, что ваххабизм является экстремистским еретическим движением, в основном по причине отрицания его приверженцами традиционных суфийских учений и толкований.

## Ваххабизм в России
В 1980-е годы среди советских мусульман стали распространяться идеи исламского фундаментализма. Сторонники «чистого ислама», как они себя называли, заметно выделялись из основной массы верующих активным неприятием «безбожного» общества, оппозицией к «официальному» мусульманскому духовенству и критическим отношением к «народному исламу». За ними прочно закрепилось наименование «ваххабитов», хотя они таковыми себя не считали и в отличие от современных «истинных» ваххабитов они поначалу не принадлежали к ханбалитскому мазхабу фикха, оставаясь шафиитами и ханафитами. Критика проведения обрядов на могилах и т. п. — это общая черта фундаменталистов и просто жёсткого следования канонам ислама. Но потом часть их действительно установила связи с салафитскими организациями на территории Саудовской Аравии. В 1990-е годы Северный Кавказ стал тем регионом России, где конфронтация между сторонниками «чистого» и «традиционного» ислама стала наиболее острой.
По мнению Р. А. Силантьева: «Сейчас под ваххабизмом понимается не конкретная и чётко выраженная религиозная идея, а совокупность идеологий исламского происхождения, проповедующих крайнюю нетерпимость к инаковерующим и инакомыслящим. И оправдывающих их убийство. Проще говоря, традиционные мусульмане уживаются с представителями иных исповеданий, а ваххабиты — нет».
Висхан Халидов отмечает, что «центральное место в идейной платформе сторонников ваххабизма занимает концепция непризнания любой власти, отходящей от предписаний шариата».
По данным РИА Новости, количество ваххабитов в России на 2013 год составляло около 700 тысяч человек.
Председатель ЦДУМ России, Верховный муфтий и шейх уль-ислам Т. С. Таджуддин считает, что несмотря на то, что бытует мнение, «что ваххабизм наиболее приближен к истинному мусульманству», в действительности «это продукт империализма, который был насаждён в мусульманском мире насильно как один из вариантов идеологической войны против ислама», который он уподобляет болезни, которая использовалась в XX веке и используется сегодня для «натравливания одних народов на другие».
Ввиду неопределённости самого понятия «ваххабизм», крайнего радикализма многих «борцов с ваххабизмом», на самом деле, ведущих борьбу с «империализмом», недопустимости преследования за религиозные убеждения Совет муфтиев России выступил против запрета ваххабизма в России.

### В Дагестане
В начале 1990-х в Дагестане обострились отношения между приверженцами укоренившегося в регионе суфизма и «ваххабитами». Лидером дагестанских ваххабитов долгое время считался Багаутдин Кебедов. На 16 сентября 1999 года ваххабитской территорией считалась Кадарская зона. Народным Собранием Республики Дагестан был принят Закон «О запрете ваххабитской и иной экстремистской деятельности на территории Республики Дагестан», а в 1999 году многие ваххабиты приняли участие во вторжении боевиков из Чечни в Дагестан.
Согласно социологическому исследованию, проведённому в 2004 году Дагестанским научным центром РАН, 83 % служителей исламского культа и до 40 % верующих в республике придерживаются фундаменталистских взглядов.

### В Чечне
В межвоенной Чечне центром «ваххабизма» считался Урус-Мартан, в котором находился джамаат братьев Ахмадовых. В 1998 в Гудермесе произошло вооружённое столкновение между бойцами Арби Бараева и членами «Национальной гвардии» Сулима Ямадаева. 25 июля 1998 года по инициативе муфтия Ахмада Кадырова в Грозном прошёл съезд членов ДУМов из разных регионов Кавказа, на котором прозвучало осуждение ваххабизма, указом президента республики ваххабизм был объявлен вне закона, несколько ваххабитских миссионеров-иорданцев выдворено из Чечни.

### В Татарстане
С начала 90-х в Татарстан медленно, но верно проникает идеология ваххабизма. Во многом это происходит из-за миграции с Северного Кавказа, но в первую очередь из-за поддержки из-за рубежа (Саудовской Аравии и Катара). Кульминацией противостояния с ашаризмом в Татарстане стало убийство летом 2012 г. имама Валиуллы Якупова и покушение на муфтия Татарстана Ильдуса Файзова. Оба религиозных деятеля пытались ограничить распространение ваххабитской идеологии. Валиулла Якупов посмертно награждён Орденом Мужества.

### В Ханты-Мансийском и Ямало-Ненецком автономных округах
Приток мигрантов в стратегические нефтедобывающие регионы создал условия, в которых стали активно действовать ваххабитские структуры, и Хизб ут-Тахрир аль-Ислами. На современном этапе они ставят перед собой задачу не столько совершать теракты, сколько проникать в органы власти, силовые структуры (ФССП), суды и др.

## Комментарии
1. ↑  Термин ваххабизм происходит не от личного имени основателя, а от насаба «ибн Абд аль-Ваххаб» («сын раба Дарителя»), точнее, от второй части насаба — «аль-Ваххаб», которая является одним из имён Аллаха. Некоторые мусульмане считают такое именование кощунственным и оскорбляющим Аллаха.
2. ↑  Есть и другие этнографические воззрения на данный вопрос. См.: Крадин. Н. Н. Глава II: Кочевое скотоводство // Империя Хунну. — Москва: Логос, 2002., также работы Г. Е. Маркова и др.
3. ↑  Так Васильев А. М. ставит термин феодализм в кавычки, указывая, что он имеет отличия от общепринятого (Васильев А. М.. Указ. соч. стр. 36), критика феодализма, как верного, есть и у других исследователей. См.: Т. Барфилд (Barfield T) The Hsung-nu Imperial Confederacy 1981
4. ↑  Например, Иволгинское городище
5. ↑  Отсюда и известное имя: Мухаммад, сын Абд-аль-Ваххаба

### Научная литература
на русском языке
- Алаев Л. Б., Тихонов Ю. Н. Ваххабиты в Британской Индии // Азия и Африка сегодня. 2001. № 3
- Ваххабиты : [арх. 15 июня 2024] / Алаев Л. Б., Жантиев Д. Р., Ярлыкапов А. А. // Большой Кавказ — Великий канал. — М. : Большая российская энциклопедия, 2006. — С. 670. — (Большая российская энциклопедия : [в 35 т.] / гл. ред. Ю. С. Осипов ; 2004—2017, т. 4). — ISBN 5-85270-333-8.
- Муфтий Мекки  Ас-Сайид Ахмад ибн Зайни Дахлян (1812-1884). "Заблуждение ваххабитов".
- Ваггабиты или Вегабиты // Энциклопедический словарь Брокгауза и Ефрона : в 86 т. (82 т. и 4 доп.). — СПб., 1890—1907.
- Васильев А. М. Пуритане ислама? Ваххабизм и первое государство Саудидов в Аравии (1744/45-1818) / Н. А. Иванов. — Наука, 1967.
- Васильев А. М. История Саудовской Аравии: 1745 г. — конец XX в. / Н. А. Иванов. — М.: Наука, 1982.
- Васильев А. М. История Саудовской Аравии: 1745 г. — конец XX в.. — М.: Наука, 1999.
- Васильев А. М. История Саудовской Аравии: 1745 г. — конец XX в.. — М.: Наука, 2001.
- Дзуцев X. В., Першиц А. И. Ваххабиты на Северном Кавказе — религия, политика, социальная практика // Вестник Российской академии наук. — 1998. — Т. 68, № 12. — С. 1113—1116. Архивировано 21 июня 2014 года.
- Мантаев А. А. «Ваххабизм» и политическая ситуация в Дагестане / диссертация ... кандидата политических наук : 23.00.02.. — М.: Дипломатическая академия МИД России, 2002. — 233 с.
- Нурутдинов И. И. Методологические проблемы концептуализации понятия «ваххабизм» // Вестник экономики, права и социологии. — 2015. — № 3. — С. 246—250. — ISSN 1998-5533.
- Ханиф Джеймс Оливер. Миф «Ваххабизма» / Перевод: Алиева Нармина. Архивировано 8 августа 2013 года.
- Стецкевич М. С. Мифы о «тоталитарных сектах» и «ваххабитах» в современной России: попытка анализа // Смыслы мифа: мифология в истории и культуре. Сборник в честь 90-летия профессора М. И. Шахновича. — СПб.: Издательство Санкт-Петербургского философского общества, 2001. — Вып. 8 Серия «Мыслители». — С. 300.
- Силантьев Р. А. Статистика ваххабитского террора в России в отношении мусульманского духовенства (1995-2012) // Мусульманский мир. — 2014. — № 1. — С. 123—127.
- Токарев С. А. Религия в истории народов мира. — М.: Политиздат, 1986. — 576 с.
- Эткин М. Ваххабизм и Фундаментализм: термины-«страшилки». (Лексикологические изыски противников ислама). // Центральная Азия и Кавказ. — CA&CC Press AB, 2000. — № 7.
- Ярлыкапов А. А. Исследования по прикладной и неотложной этнологии № 134: Проблема ваххабизма на Северном Кавказе/ Российская акад. наук, Ин-т этнологии и антропологии. — М.: ИЭА, 2000. ISBN 5-201-14658-9

на других языках
- Madhav Das Nalapat. Wahhabism and the new appeasement (англ.). Barricades #2 Volum2. Institute for Public Affairs of Montreal. Дата обращения: 2 января 2012. Архивировано 4 февраля 2012 года.

### Публицистика
- Силантьев Р. А. Ваххабитский проект для Северного Кавказа // Независимая газета. — 20.01.2010.
- Силантьев Р. А. Якобинцы под знаменем Пророка // Независимая газета. — 05.10.2011.